# Elith Nykjær Jørgensen
Elith "Nulle" Nykjær Jørgensen (født 8. februar 1937 i Gentofte, død 11. december 2023) var en dansk jazzmusiker (klarinettist, altsaxofonist og mundharmonikaspiller) komponist, manuskriptforfatter, skuespiller og tv-medarbejder. 
Han droppede i sin tid et job som dekoratør for at kunne spille sammen med diverse jazzorkestre. Som musiker var han selvlært og begyndte karrieren i Cap Horn i Nyhavn i begyndelsen af 1960'erne. Op gennem 1960'erne var det jazzbands som Cap Horn Blowers (1962–64), Papa Bennys Jazzband (1964–68) og Basse Seidelins Jazzband, der nød godt af hans musikalske talent. Fra 1968 og frem til 1977 spillede han sammen med Fessors Big City Jazzband. Som musiker spiller Elith Nykjær både klarinet, altsaxofon og mundharmonika. 
I 1977 droppede Elith Nykjær sit faste job som rekvisitør i Danmarks Radio. Han dannede sammen med trompetisten Finn Otto Hansen og Michael Samuelsson trioen "Gadedrengene", som turnerede i Europa og USA, og som var en slags forløber for Nulles senere band, Verdensorkestret, som blev dannet i 1983. I 1980'erne var han medlem af grupper som Amok, Influenza og Ombibus. Fra 1980 arbejdede han for TV som forfatter, skuespiller, instruktør og komponist. 
I 11 år lavede han udsendelser sammen med programmedarbejderen Poul Nesgaard, og som fast løsarbejder på "Ungdomsredaktionen" huskes Nulle bl.a. for at have ført Københavns daværende overborgmester Egon Weidekamp sammen med unge BZ'ere i en ellers umulig dialog, og hvor Jørn Hjorting sågar fik de to  til at synge. Senere kom svenskeren Christoffer Barnekow med i serierne "I Sandhedens Tjeneste" og "Arvefjender". Mindre heldigt var det da Poul og Nulle i 1980 førte sig frem med "Hullet i jorden" i julekalenderen Jul og grønne skove, som ikke faldt i seernes smag. 
I 1991 debuterede han som skuespiller i stykket "Mathias", hvor han spillede Jesus. Siden slutningen af 1980'erne havde Nulles egen gruppe "Nulle & Verdensorkestret", hvori han selv spillede klarinet, turneret i USA og i det meste af Europa og medvirket i Danmark ved den årlige Copenhagen Jazz Festival. Repertoiret strakte sig fra Jelly Roll Morton over Dizzy Gillespie til Kai Normann Andersen.

## Galleri
- Aarhus 2016
Foto: Hreinn Gudlaugsson
- Aarhus 2016
Foto: Hreinn Gudlaugsson

## Filmografi
- Smil Emil (1969)
- Mor, jeg har patienter (1972)
- Prins Piwi (1974)
- Slægten (1978)
- Mifunes sidste sang (1999)
- Slip hestene løs (2000)
- Springet (2005)
- Fru Eilersen og Mehmet (2006)
- Ledsaget Udgang (2007)
- En enkelt til Korsør (2008)
- Oldboys (2009)
- Frihed på prøve (2010)
- Mennesker bliver spist (2015)
- Aldrig mere i morgen (2017)